# Бензодиазепин
Бензодиазепин e клас психоактивно вещество, притежаващо анксиолитичен, халюциногенен, седативен и антиконвулсен ефект. Бензодиазепиновите препарати действат върху централната нервна система, намаляват тревожността и паническите пристъпи, паническо разстройство, безсъние, облекчават агорафобията.
Освен като ефикасно средство срещу безсъние и лечение на психическо безпокойство препарати от този тип се използват при епилептични припадъци, мускулни спазми, а също така при лечение на синдрома на физическата зависимост (алкохолизъм и наркотична зависимост).
Заедно с множеството положителни ефекти тези препарати са и опасни, тъй като бензодиазепините са свързани с известен риск на зависимост.